# Perezia purpurata
Perezia purpurata là một loài thực vật có hoa trong họ Cúc. Loài này được Wedd. mô tả khoa học đầu tiên năm 1855.